# Imagix
Imagix is de naam van drie bioscoopcomplexen in België, te weten in Bergen, Doornik en Hoei.

## 1920
In 1920 werd het Multiscope Palace geopend in Doornik. Het is een van de oudste en meest bekende bioscopen in Doornik, die ook dienst deed als locatie voor theater en concerten.

## 1976
In 1976 kocht Hubert Carpentier het oude Palace in het stadscentrum van Doornik over en transformeerde het tot een bioscoop met vier zalen. Het Multiscope Palace stond bekend om zijn focus op Belgische cinema en kunst- en experimentele films. De bioscoop groeide uiteindelijk uit tot zeven zalen op zijn hoogtepunt.

## 1993
In 1993 werd Imagimons opgericht onder leiding van Régine Drieghe, in samenwerking met Kinepolis, dat een minderheidsbelang van 20% nam in het bedrijf. Een nieuwe bioscoop met 12 zalen werd gebouwd. Het bioscoopcomplex ImagiMons bevindt zich in het noordwesten van Bergen in België, dicht bij de autosnelweg E19/E42, achter het station, in de buurt van de Grand-Prés.

## 2003
In 2003 nam de familie Carpentier het beheer van ImagiMons over en startte een grootschalig renovatieproject. Twee grote zalen werden toegevoegd (in totaal 14 schermen), samen met een nieuwe ingangshal, een businessruimte en een gebouw voor diverse concessies zoals een brasserie en restaurant. De bioscoop werd omgedoopt tot Imagix Mons. De grootste zaal biedt plaats aan 401 personen, terwijl de kleinste ruimte plaats biedt aan 96 personen. De bioscoop beschikt over een parkeerplaats met 1.000 plaatsen.

## 2005
In 2005 werd Imagix Doornik geopend aan de boulevards Delwart, niet ver van het treinstation. Het verving het verouderde Multiscope Palace in het stadscentrum. Imagix Doornik heeft 10 zalen, waarvan er 2 zijn uitgerust met Dolby Atmos-geluid. De grootste zaal biedt plaats aan 322 personen en de kleinste aan 85.

## 2015
In 2015 werd Jan Staelens de nieuwe eigenaar van de Imagix-groep en beide bioscooplocaties. Deze overname volgde na een loopbaan die hem door verschillende functies leidde, waaronder die van CFO bij zowel de Kinepolis-groep als de mediagroep Roularta. Als ervaren professional betrad hij het toneel als eigenaar en CEO van de bioscoopketen.
Deze nieuwe positie nam hij in nauwe samenwerking met Philippe Lhomme, de meerderheidsaandeelhouder van investeringsgroep Deficom. Staelens en Lhomme waren geen onbekenden voor elkaar; hun paden kruisten elkaar eerder toen de Luikse zakenman de bioscoopmarkt voor Kinepolis opende in Polen. Deze gezamenlijke ervaring en samenwerking vormden de basis voor hun partnerschap in het beheer van de Imagix-bioscoopketen.

## 2018
In het midden van 2018 nam IMagix de Kihuy over, een bioscoop in de stad Hoei. Het complex werd omgedoopt tot Imagix Huy en bevindt zich aan de voet van het Fort van Hoei en langs de rivier de Maas. Het complex heeft 7 zalen die sinds 2019 systematisch worden gerenoveerd.

## Heden
Na een uitdagende periode tijdens de coronapandemie herpakte Imagix zich en startte het met een intensieve investeringsinspanning in haar bestaande bioscoopcomplexen. Er werden voortdurende vernieuwingen doorgevoerd, waaronder de renovatie van toiletvoorzieningen en de opening van nieuwe shops binnen de bioscooplocaties.